# فوزية هاشم
فوزية هاشم هي الرئيس السابق للمحكمة العليا الإريترية، هي امرأة مسلمة و في عام 1993 تم تعينها لمنصب وزير العدل. كوزير للعدل كانت مسئوليتها إعادة تنظيم نظام المحكمة و صياغة قوانين جديدة. ويتم فحص جميع التصريحات واللوائح القانونية من قبل مكتبها.وفي ظل قيادتها، انتخبت المحاكم المحلية قضائهم.